# Women in Taipei
Women in Taipei (chinesischer Originaltitel: 台北女子圖鑑) ist eine taiwanesische Dramaserie, die eine Adaption der japanischen Serie Tokyo Girl aus dem Jahr 2016 ist. Beide Serien wurden von der Kolumne Tokyo Women's Campaign inspiriert, die 2015 im Magazin Tokyo Calendar erschien. In Taiwan fand die Premiere der Serie am 21. September 2022 als Original durch Disney+ via Star statt. Im deutschsprachigen Raum erfolgte die Erstveröffentlichung der Serie am selben Tag durch Disney+ via Star.

## Handlung
Lin Yi-shan lässt ihr altes und vertrautes Leben in Yongkang, einem Stadtbezirk von Tainan, hinter sich, um in Taipeh einen Neuanfang zu wagen. Doch ihre Pläne gehen gehörig schief und sie zweifelt zunehmend an ihrem Entschluss. Zum Glück hat Lin Yi-shan noch die „Tainan Gang“, zu der ihre beste Freundin Xu Hui-ru, ihre Schwester Lin Yi-jing und ihr Jugendfreund Li Cheng-en zählen. Mit der Unterstützung der Gang gelingt es Lin Yi-shan, neue Hoffnung zu schöpfen, und gemeinsam beschreiten sie die Zukunft, die einige Herausforderungen und Entscheidungen für jede von ihnen bereithält. Wie ihre Leben wohl in 20 Jahren aussehen werden?

## Besetzung
| Rolle       | Schauspieler  |
| ----------- | ------------- |
| Lin Yi-shan | Gui Lun-mei   |
| Li Cheng-en | Wang Po-chieh |
| Xu Hui-ru   | Hsia Yu-chiao |
| Lin Yi-jing | Lin Szu-yu    |

## Episodenliste
| Nr. | Deutscher Titel                                                   | Originaltitel                              | Erstveröffentlichung (Taiwan) | Deutschsprachige Erstveröffentlichung (D/A/CH) |
| --- | ----------------------------------------------------------------- | ------------------------------------------ | ----------------------------- | ---------------------------------------------- |
| 1   | Zerbrochener Taipeh-Traum                                         | 從台南永康到台北永康，碎了一地的台北夢     | 21. Sep. 2022                 | 21. Sep. 2022                                  |
| 2   | Das Ende des kleinen Glücks in Neu-Taipeh                         | 新北市的新貧階級，看見小確幸的盡頭         | 21. Sep. 2022                 | 21. Sep. 2022                                  |
| 3   | Fast-Food-Beziehungen in Ximending                                | 揮霍愛情中告別青春，在西門町享受著速食愛情 | 28. Sep. 2022                 | 28. Sep. 2022                                  |
| 4   | Die Schaukel der Macht im East District                           | 權力關係的蹺蹺板，用自信妝點東區的女人們   | 5. Okt. 2022                  | 5. Okt. 2022                                   |
| 5   | Das romantische Blutvergießen im Kreisverkehr von Ren’ai          | 仁愛圓環裡的修羅場，第三者的遊戲規則       | 12. Okt. 2022                 | 12. Okt. 2022                                  |
| 6   | Der unsichtbare Turmbau zu Babel in Xinyi                         | 信義區隱形的巴別塔，三十歲落後人生         | 19. Okt. 2022                 | 19. Okt. 2022                                  |
| 7   | Der Beinah-Seelenverwandte auf der Strecke ab Haltestelle Dazhi   | 離開大直的路沒有鋪紅毯，只差一點的靈魂伴侶 | 26. Okt. 2022                 | 26. Okt. 2022                                  |
| 8   | Der süße und bleibende Geschmack der Chifeng Street               | 赤峰街甜膩滋味，65天的限定情書             | 2. Nov. 2022                  | 2. Nov. 2022                                   |
| 9   | Vor- und Nachteile des Singlelebens. Marina-Bay-Abenteuer, Teil 1 | 一個人，好不好？濱海灣的異國冒險(上)       | 9. Nov. 2022                  | 9. Nov. 2022                                   |
| 10  | Wo ist mein Zuhause? Marina-Bay-Abenteuer, Teil 2                 | 家，在哪裏？濱海灣的異國冒險(下)           | 16. Nov. 2022                 | 16. Nov. 2022                                  |
| 11  | Das bin ich: Eine neue Frau in Taipeh                             | 終於成為了民生社區的台北女子               | 23. Nov. 2022                 | 23. Nov. 2022                                  |